# (951) Gaspra
(951) Gaspra ist ein Asteroid des inneren Hauptgürtels, der am 30. Juli 1916 vom russischen Astronomen Grigori Nikolajewitsch Neuimin am Krim-Observatorium in Simejis bei einer Helligkeit von 13,2 mag entdeckt wurde. Nachträglich konnte der Asteroid bereits auf einer Aufnahme gefunden werden, die am 19. Dezember 1913 an der Großherzoglichen Bergsternwarte in Heidelberg gemacht worden war. (951) Gaspra war der erste Asteroid, der durch eine Raumsonde aus der Nähe fotografiert und erforscht wurde.
Der Asteroid wurde benannt nach Haspra (Russisch: Gaspra), dem Ferienort an der Südküste der Krim, in dem der berühmte russische Schriftsteller Lew Nikolajewitsch Tolstoi (1828–1910) viele Jahre seines Lebens verbrachte.
Aufgrund ihrer Bahneigenschaften wird (951) Gaspra zur Flora-Familie gezählt.

## Wissenschaftliche Auswertung
Der Asteroid (951) Gaspra war bis in die 1980er Jahre noch weitgehend unerforscht. Bei der Planung einer Mission der Raumsonde Galileo zum Planeten Jupiter und dessen Monden geriet (951) Gaspra als ein Zwischenziel in den Fokus, bei dem zwei Jahre nach dem Start der Raumsonde ein enger Vorbeiflug erfolgen könnte.
Bis 1988 war über den Asteroiden nur bekannt, dass er neben einem Spektraltyp S eine Größe und eine Albedo von etwa 15 km bzw. 0,15 besitzt. Um mehr Daten über ihn zu erhalten, wurde er im Jahr 1988 photometrisch untersucht. Die Beobachtungen von (951) Gaspra fanden am 16. und 17. August 1988 am La-Silla-Observatorium in Chile statt. Aus der Lichtkurve konnte eine Rotationsperiode von 7,09 h bestimmt werden und aus ihrer Form wurde bereits auf ein unregelmäßig geformtes Objekt geschlossen.
Im Rahmen einer internationalen Zusammenarbeit erfolgten nach den Start der Raumsonde im Oktober 1989 weitere Beobachtungen in Italien vom 26. bis 28. Januar 1990 am Osservatorio Astrofisico di Catania, vom 21. bis 23. Februar 1990 am Osservatorio Astrofisico di Asiago und am 21. März 1990 am Observatorium von Loiano. Aus den Messungen wurde eine Rotationsperiode von 7,0422 h bei einer prograden Rotation abgeleitet. Aus Beobachtungen am 24. und 25. Januar 1990 am Lowell-Observatorium in Arizona sowie am 21. und 23. Februar 1990 am McDonald-Observatorium in Texas ergab sich eine Periode von 7,043 h. Weitere Messungen fanden statt vom 18. Januar bis 18. Mai 1990 mit dem UH-2,2-m-Teleskop und am 23. Februar 1990 mit der Infrared Telescope Facility (IRTF), beide am Mauna-Kea-Observatorium auf Hawaiʻi. Die photometrischen Daten wurden zu einer Rotationsperiode von 7,0424 h ausgewertet, während das im Infraroten gemessene Spektrum Absorptionsbänder zeigte, die Olivin und Pyroxen zugeordnet werden konnten. Diese Mineralsignatur und die insgesamt rötliche Färbung des Spektrums deuteten darauf hin, dass (951) Gaspra aus dem tieferen Mantel eines differenzierten Vorgängerkörpers stammen könnte.
Eine Untersuchung von 1993 listete bisher unveröffentlichte, bis ins Jahr 1982 zurückliegende, und zahlreiche neue photometrische Messungen auf. Neben den bereits zuvor erwähnten gehörten dazu Beobachtungen von der Catalina Sky Survey, dem Kitt-Peak-Nationalobservatorium, dem Lowell-Observatorium und dem Mount-Lemmon-Observatorium in Arizona, dem Table Mountain Observatory in Kalifornien und dem McDonald-Observatorium, dem Osservatorio Astrofisico di Catania, dem Observatorium von Loiano, dem La-Silla-Observatorium, dem Roque-de-los-Muchachos-Observatorium auf La Palma und dem South African Astronomical Observatory in Südafrika, die bis zum Oktober 1991 reichten. Aus den gemessenen Lichtkurven wurde eine kombinierte Rotationsperiode von 7,042 h bestimmt. In einer Untersuchung von 1995 wurde aus den Lichtkurven der Jahre 1982 bis 1991 eine eindeutige Position für die Rotationsachse mit prograder Rotation und einer Periode von 7,0421 h erhalten. Auch in der Ukraine wurde aus den gleichen Ausgangsdaten in einer Untersuchung von 2002 für (951) Gaspra eine Rotationsperiode von 7,0420 h bestimmt. Es wurde außerdem eine Rotationsachse mit prograder Rotation sowie die Achsenverhältnisse eines dreiachsig-ellipsoidischen Gestaltmodells für den Asteroiden hergeleitet.
Bis Oktober 1991 waren Asteroiden die einzige Klasse von Objekten im Sonnensystem, die nicht von Raumsonden fotografiert worden waren. Es wurde daher erwartet, dass die Analyse der von der Raumsonde Galileo zurückgesendeten Daten eine Überprüfung für viele in den vergangenen Jahrzehnten entwickelte Techniken zur Modellierung der physikalischen Eigenschaften mehrerer hundert Asteroiden ermöglichen würde. Es wurden daher noch vor der Ankunft der Raumsonde bei (951) Gaspra diese Techniken erneut angewendet, um aus allen vorhandenen Informationen die Eigenschaften dieses Asteroiden im Voraus bestmöglich abzuschätzen. Für die Gestalt wurde eine längliche ellipsoidische Form mit einem Äquatorachsenverhältnis von etwa 1,5–1,7 abgeleitet. Darüber hinaus wurde aus zwei Alternativen die wahrscheinlichste Position der Rotationsachse für eine prograde Rotation mit einer Periode von 7,04207 h bestimmt. Eine erfolgreiche Bestätigung dieser Vorhersagen durch Galileo sollte dann das Vertrauen in die entsprechenden Ergebnisse für viele andere Objekte stärken.

## RaumsondeGalileo
Um ihr Zwischenziel (951) Gaspra zu erreichen, hatte die Raumsonde während ihrer langen Reise zunächst mehrere Planetenvorbeiflüge zu absolvieren, einmal an der Venus im Februar 1990 und einmal an der Erde im Dezember 1990. Am 29. Oktober 1991 um 22:37 Uhr UT flog Galileo dann in 1600 km Entfernung und mit einer Geschwindigkeit von 8 km/s an (951) Gaspra vorüber. Während des Vorbeiflugs wurden mit dem Solid-State Imager (SSI) der Raumsonde Aufnahmen des Asteroiden gemacht, beginnend etwa sechs Stunden vor der größten Annäherung aus einer Entfernung von 164.000 km bis etwa 10 Minuten vor der größten Annäherung aus einer Entfernung von 5300 km.

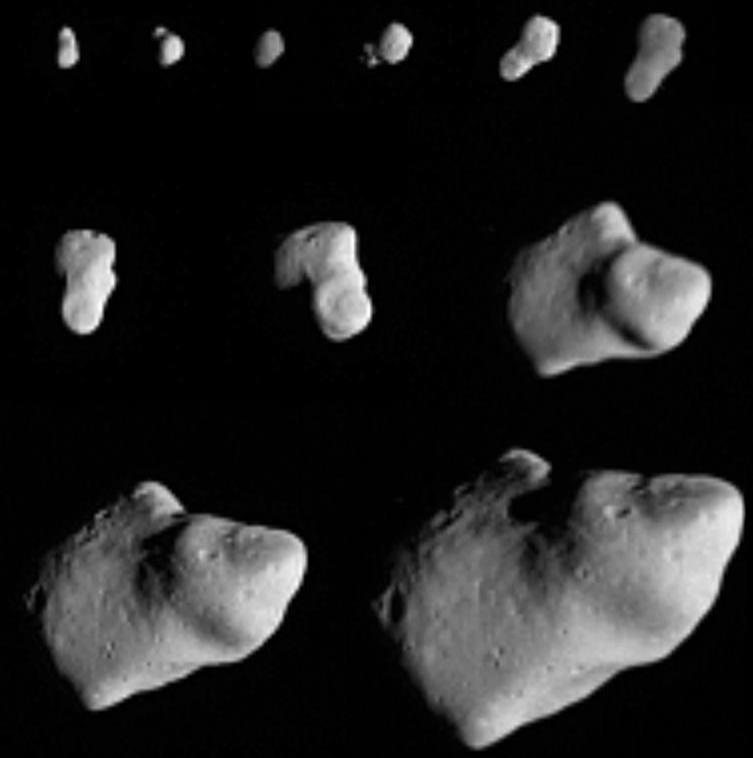
Während der Annäherung von Galileo aufgenommene Bilderfolge, die die Rotation von (951) Gaspra zeigt

Die Planung der Aufnahmen war eine Herausforderung, da die exakte Position des Asteroiden bis zur Annäherung der Raumsonde nur bis zu einer Genauigkeit von etwa 200 km bekannt war. Es wurden daher Mosaikaufnahmen gemacht, um sicherzustellen, dass (951) Gaspra innerhalb eines Zeitraums von einer Stunde um die größte Annäherung herum (d. h. bei einem Abstand von unter 30.000 km) im Blickfeld der Kamera und zumindest auf einigen Aufnahmen zu sehen wäre. Die Funkverbindung erlaubte auch keine unmittelbare Übertragung der Bilddaten, daher mussten die Daten von maximal 150 Aufnahmen zunächst auf einem Bandlaufwerk zwischengespeichert werden, um später übertragen zu werden. Im Nachhinein zeigte es sich aber, dass die Navigation besser als erwartet war und 57 Aufnahmen den Asteroiden ganz oder in Teilen zeigten. Eine Funkverbindung während 80 Stunden über eine 70-m-Parabolantenne des Canberra Deep Space Communication Complex in Australien erlaubte es, vom 7. bis 14. November vier der Bilder zu übertragen, die in geringen zeitlichen Abständen mit unterschiedlichen Farbfiltern kurz vor der größten Annäherung aufgenommen worden waren.
Die Bilder zeigten ein unregelmäßig geformtes, konisches Objekt mit einer auffällig verkraterten Oberfläche, allerdings mit nur wenigen Kratern, die größer als etwa 1,5 km im Durchmesser sind. Die Gestalt wird durch glatte, sanft geschwungene Oberflächen bestimmt, die durch Grate begrenzt werden. Zwei große Konkavitäten von etwa 8,5 km Ausdehnung dominierten den sichtbaren Rand. Eine Analyse der Krater wies auf ein Alter der Oberfläche von etwa 200 Mio. Jahren hin. Die Oberfläche zeigte geringe, aber räumlich zusammenhängende Variationen von Albedo und Farbe.
Ein weiteres Bild mit der höchsten räumlichen Auflösung konnte im Mai 1992 übertragen werden, die restlichen Bilder und die Daten weiterer Instrumente dann bei der letzten Annäherung der Raumsonde an die Erde im November 1992. Die Auswertung der Aufnahmen brachte folgende Ergebnisse:
- Ein Gestaltmodellierung des Asteroiden zeigte, dass (951) Gaspra ein höchst unregelmäßiges Objekt mit Hauptdurchmessern von 18,2, 10,5 und 8,9 km und einem mittleren Durchmesser von 12,2 km ist. Die südliche Hemisphäre konnte nur stark eingeschränkt beobachtet werden, aber etwa 80 % der Oberfläche wurden von Galileo erfasst, wobei etwa 130 km² mit der höchsten Auflösung von 54 m/Pixel abgebildet wurden. Die gesamte Oberfläche umfasst etwa 525 km² und das Volumen liegt bei etwa 950 km³, eine Massenschätzung war nicht möglich. Unter der Annahme einer mittleren Dichte von 3,5 g/cm³ erreicht die Schwerebeschleunigung an der Oberfläche etwa 1⁄2000 des Wertes auf der Erde.
- Die Form wird teilweise durch ausgedehnte flache Bereiche und große, flache Konkavitäten von bis zu 10 km Breite bestimmt. (951) Gaspra ist etwas unregelmäßiger geformt als bisher beobachtete kleine Satelliten wie z. B. die Marsmonde, ähnelt ihnen aber hinsichtlich der Rauheit der Ränder, der Ausdehnung der größeren Konkavitäten und Grate sowie der Achsenverhältnisse. Obwohl die Form einige große Vertiefungen aufweist, scheint (951) Gaspra ein zusammenhängendes und kein binäres Objekt oder eine Ansammlung kleinerer Körper zu sein. Die scheinbare Kontinuität der Strukturmerkmale über die gesamte Länge des Asteroiden spricht ebenso für die Interpretation, dass es sich um ein einzelnes Objekt handelt und dass es von einem wesentlich größeren Vorgänger abstammt.[11]
- Die bereits vor dem Vorbeiflug der Raumsonde aufgrund von erdgebundenen Beobachtungen errechnete Position der Rotationsachse und die prograde Rotation konnten bestätigt werden. Zur Definition des Nullmeridians wurde der 630 m große Krater Charax in der Nähe der Spitze der Konusgestalt des Asteroiden vorgeschlagen.[12]
- Die photometrischen Eigenschaften von (951) Gaspra zeigen ein Verhalten der Partikel auf der Oberfläche, das dem anderer Gesteinskörper im Vakuum, wie dem Mond, ähnelt. Für die Albedo wurde ein Wert von 0,22 bestimmt mit Variationen von etwa 10 % auf der Nordhalbkugel des Asteroiden, auch leichte Farbunterschiede waren feststellbar.[13]
- Die Oberfläche von (951) Gaspra lässt sich in mehrere Facetten unterteilen, die durch Grate voneinander getrennt sind. Über diese Facetten und Grate hinweg sind Krater verteilt, sowohl jüngere mit scharfen Abgrenzungen als auch ältere in Form von unregelmäßigen, flachen Vertiefungen. Die jüngeren Krater entstanden nach einer globalen Oberflächenerneuerung vor mindestens 20 Mio. Jahren, die nur noch vage Überreste der zuvor entstandenen Krater übrigließ. Das unveränderte Material befindet sich schätzungsweise mindestens 50 m unter der Oberfläche der Facetten. Nur auf den Graten befindet sich unverändertes Material in einer ausreichend geringen Tiefe, um von den beobachteten Kratern freigelegt zu werden. Der Asteroid ist wahrscheinlich mit einem gering kohäsiven Regolith von wenigen bis mehreren zehn Metern Dicke bedeckt, der nicht aus der Phase der jungen Kraterbildung stammt, sondern eher aus dem Zeitraum vor der Oberflächenerneuerung.[14] Einen weiteren Hinweis auf heftige Kollisionsereignisse in der Vergangenheit geben zahlreiche Rillen auf der Oberfläche, wie sie auch beim Marsmond Phobos zu finden sind. Die Rillen auf (951) Gaspra treten als lineare und unterbrochene Vertiefungen auf, typischerweise 100–200 m breit, 0,8–2,5 km lang und 10–20 m tief. Die Übereinstimmung der Hauptfurchenrichtungen und anderer Strukturelemente lässt darauf schließen, dass der Asteroid insgesamt eher ein zusammenhängendes Fragment eines Vorgängerkörpers als ein Trümmerhaufen (rubble pile) ist.[15][16]

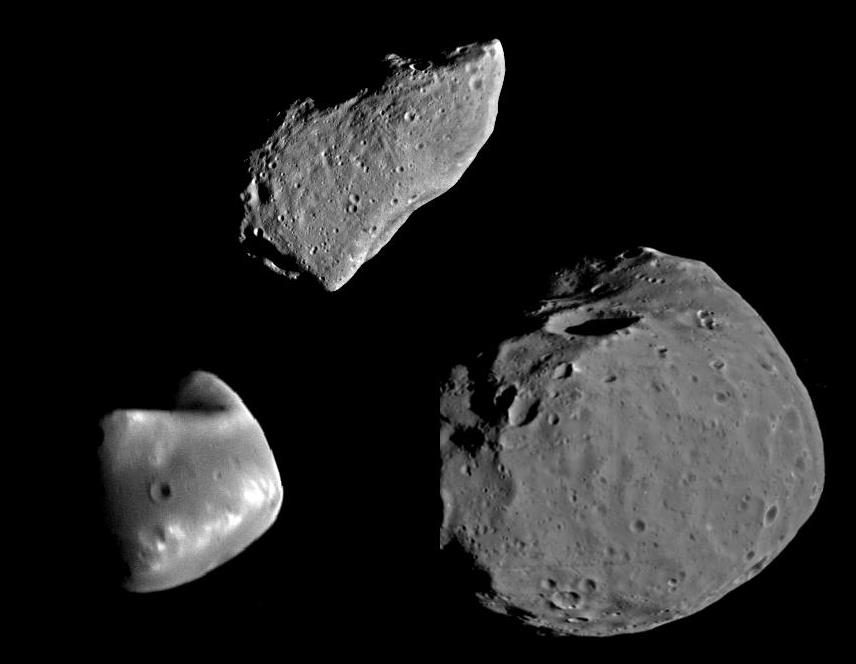
Größenvergleich von (951) Gaspra (oben) mit den Marsmonden Deimos (unten links) und Phobos (unten rechts)

Eine Untersuchung von 1996 präsentierte detailliertere Karten und Fotomosaike der Oberfläche von (951) Gaspra sowie neue geologische Interpretationen der auf den Bildern sichtbaren Merkmale. Die Facetten haben sich wahrscheinlich seit der Entstehung von Gaspra gebildet und sollten dazu beitragen, das Alter dieses Ereignisses einzugrenzen. Die Krater mit einem Durchmesser unter 4 km haben sich dagegen erst seit dem letzten facettenbildenden Einschlag angesammelt und datieren somit dieses Ereignis. Auch ein möglicher Felsblock mit einem Durchmesser von etwa 60 m konnte identifiziert werden. Einige Kraterketten könnten zufällige Anordnungen von Einschlagkratern sein, die meisten linearen Strukturen sind jedoch wahrscheinlich Oberflächenerscheinungen tiefer, durch Einschläge verursachter Brüche. Die globale Verteilung deutet auf ein monolithisches Inneres hin. Zwei separate Rillengruppen könnten durch unterschiedliche Einschläge entstanden sein.
Neben fotografischen Aufnahmen erfolgten durch Galileo auch Aufnahmen von (951) Gaspra mit einem abbildenden Spektrometer im Infraroten. Die Auswertung dieser Daten ergab, dass die Zusammensetzung des Asteroiden nicht der von gewöhnlichen Chondrit-Meteoriten entspricht. Er weist vielmehr spektrale Signaturen auf, die in olivinhaltigen Meteoriten wie Pallasiten, pyroxenarmen Ureiliten und pyroxenarmen Brachiniten vorkommen. Sie deuten darauf hin, dass das Gestein von (951) Gaspra durch magmatische Differentiation entstanden ist. Spektrale Unterschiede deuten auf einige kleine Abweichungen im Mineralgehalt der Oberfläche des Asteroiden hin, möglicherweise zurückzuführen auf die Kombination eines 50 Mio. Jahre alten Einschlagsereignisses und der Weltraumverwitterung. Die Spektralklasse entspricht dem Typ Sa.

## Topografische Merkmale
Durch die Working Group for Planetary System Nomenclature (WGPSN) der IAU erhielten zahlreiche Oberflächenformationen auf (951) Gaspra offizielle Benennungen. Drei der ausgedehnten Facetten erhielten die Bezeichnung Dunne Regio, Neujmin Regio und Yeates Regio nach dem Asteroidenentdecker und zwei Planern des Galileo-Projekts. 31 Krater wurden in Anlehnung an die Benennung des Asteroiden nach bekannten Kurorten benannt.

## Erforschung nachGalileo
Der Asteroid (951) Gaspra ähnelt einem glatten, abgerundeten Kieselstein und weist nicht das erwartete kantige, gezackte Aussehen eines durch einen Hochgeschwindigkeitseinschlag entstandenen Gesteinsfragments auf. Eine Untersuchung von 1998 kam zu dem Schluss, dass er bei seiner Entstehung rau und scharfkantig war und dass die heute sichtbare Abrundung das Ergebnis einer Vielzahl von Kollisionen mit niedriger Geschwindigkeit (unter 0,1 km/s) mit den viel kleineren Asteroidenfragmenten ist, die gleichzeitig durch die Kollisionen entstanden, aus denen die Flora-Familie hervorging.
Auch bis 2001 lagen von (951) Gaspra erst 48 Lichtkurven hauptsächlich aus dem Beobachtungszeitraum 1990 und 1991 vor und alle repräsentierten nur Ansichten der nördlichen Hemisphäre des Asteroiden, während große Teile der südlichen Hemisphäre unbeobachtet blieben. Obwohl sich daraus eine eindeutige Position der Rotationsachse und eine Periode von 7,04206 h sehr genau bestimmen ließen, blieb die Berechnung eines dreidimensionalen Gestaltmodells unsicher, da die tiefsten Gebiete der südlichen Hemisphäre nur durch Extrapolation definiert werden konnten. Dennoch zeigten alle Ergebnisse einige der wichtigsten nichtkonvexen Merkmale auf, die auch in den Aufnahmen von Galileo zu sehen sind.
Eine Untersuchung von 2002 zeigte, dass die Umlaufbahn des Asteroiden (951) Gaspra mindestens über einen Zeitraum von 3 Mio. Jahren stabil war. Ausgehend von seiner bekannten Form und Ausrichtung der Rotationsachse befindet er sich aber in einem Resonanzzustand, der zu enormen Schwankungen der Schrägstellung seiner Rotationsachse gegenüber seiner Bahnebene führt. Gleichzeitig ist seine Form so beschaffen, dass der YORP-Effekt seine Rotationsrate erhöht, so dass der Resonanzzustand irgendwann wieder enden könnte. Der chaotische Resonanzzustand konnte auch durch eine weitere Untersuchung von 2006 grundsätzlich bestätigt werden.
Um das Messverfahren an einem Asteroiden mit bekannten Daten zu erproben, wurde bei einer interferometrischen Messung am 14. November 2005 mit dem Very Large Telescope Interferometer (VLTI) am Paranal-Observatorium in Chile für (951) Gaspra ein mittlerer Durchmesser von 11 ± 1 km abgeleitet. Dies entsprach exakt der für diesen Zeitpunkt korrespondierenden Modellansicht des Asteroiden nach den Beobachtungen von Galileo.
Eine Auswertung von Beobachtungen durch das Projekt NEOWISE im nahen Infrarot führte 2011 für (951) Gaspra zu vorläufigen Werten für den Durchmesser und die Albedo im sichtbaren Bereich von 12,2 km bzw. 0,33. Nach neuen Messungen mit NEOWISE wurden die Werte 2014 auf 13,2 km bzw. 0,25 geändert. Nach der Reaktivierung von NEOWISE im Jahr 2013 und Registrierung neuer Daten wurden die Werte 2016 angegeben mit 12,9 km bzw. 0,25, diese Angaben beinhalten aber hohe Unsicherheiten.
Die Auswertung von archivierten Lichtkurven des United States Naval Observatory in Arizona und der Catalina Sky Survey ermöglichte in einer Untersuchung von 2013 erneut die Berechnung eines dreidimensionalen Gestaltmodells für zwei alternative Positionen der Rotationsachse mit prograder Rotation und einer Periode von 7,04203 h. Aus archivierten Daten des Asteroid Terrestrial-impact Last Alert System (ATLAS) aus dem Zeitraum 2015 bis 2018 konnte in einer Untersuchung von 2022 mit der Methode der konvexen Inversion eine Rotationsperiode von 7,0421 h bestimmt werden.